# Fredric Landelius
Per Fredric Landelius, né le 8 octobre 1884 à Eksjö (Suède) et mort le 2 septembre 1931 à Borås (Suède), est un tireur sportif suédois.

## Palmarès
- Jeux olympiques d'été de 1920 à Anvers :
  -  Médaille d'argent au tir au cerf courant coup double à 100 m.
  -  Médaille d'argent au tir au cerf courant coup double à 100 m par équipes.
  -  Médaille de bronze au tir aux pigeons par équipes.
- Jeux olympiques d'été de 1924 à Paris :
  -  Médaille d'argent au tir au cerf courant coup simple à 100 m par équipes.
  -  Médaille de bronze au tir au cerf courant coup double à 100 m par équipes.